# Magyar ünnepi dal
A Magyar ünnepi dal Liszt Ferenc kórusműve. A Rákóczi-nóta Pálóczi Horváth Ádám által kiadott változatát dolgozza fel benne kórusra. Az dal eredeti szövege:
Haj, Rákóczi, Bercsényi, Bezerédi!

Híres magyarok nemes vezéri!

Hová lettek, hová mentek válogatott vitézi?
A „Haj régi szép ragyogó magyar nép” kezdetű szöveget Lukin László írta dr. Káli Gábor és Kerényi György szövegének felhasználásával. E szöveg szerzői jogi okok miatt nem közölhető itt.
A kottában közölt szöveg szerzőjét nem ismerjük, de nyilvánvalóan a szocializmus időszakából való.

## Kotta és dallam
| Új dalt zeng ma a mező és a rét. Új ritmusra zakatol, szalad a gép. Új életről daloló boldog nép hírét, hangját a szelek röpítik szét. Dicső hősok zászlainkon lángbetűkkel csillog nevetek, hálaének száll felétek, visszhangozzák bércek, tengerek, | Már a napfény aranya leragyog ránk. Tündöklő szép sugara meleget ád, és tőle izmos a kar, szívünk is egyet akar: Békét, békét, szabadságot! Tavaszi fényben, tavaszi légben szabadon szállva szabadon szárnyal e boldog ének, ezt zúgra néktek: Szép az élet, szép az élet. Rajta! Zengjük béke dalát, béke dalát! |

## Felvételek
- Liszt Ferenc:  Magyar ünnepi dal. Magyar Rádió és Televízió vegyeskara, Zemplényi Kornél zongora, vezényel Sapszon Ferenc  YouTube (2012. május)  (Hozzáférés: 2017. október 11.) (audió)
- Liszt Ferenc:  Magyar ünnepi dal. Tóth Aladár Zeneiskola ifjúsági zenekara, és leánykara  YouTube. Operettszínház (2011)  (Hozzáférés: 2017. október 11.) (videó)
- Liszt Ferenc:  Magyar ünnepi dal. Szentes Város Fúvószenekara  YouTube (2012. május)  (Hozzáférés: 2011. augusztus 14.) (videó)

Haj, Rákóczi, Bercsényi, Bezerédi!
- Haj, Rákóczi, Bercsényi... YouTube (1983. augusztus 22.)  (Hozzáférés: 2017. szeptember 12.) (audió)
- Haj, Rákóczi / Macska-induló. Sebő Ferenc  YouTube (1986)  (Hozzáférés: 2017. szeptember 12.) (videó, szöveg) 0:53-ig.

Rákóczi-nóta
- Rákóczi-nóta - Pálóczi Horváth Ádám szerint. Néphadsereg Központi Művészegyüttesének Férfikara  YouTube (1965. március 28.)  (Hozzáférés: 2017. szeptember 12.) (audió)
- A kuruckor zenéje: Rákóczi-nóta. Budapesti Kórus, vezényel Kerecsényi László  YouTube (1965. március 28.)  (Hozzáférés: 2017. október 21.) (audió) férfikar
- A négyszólamú Rákóczi-nóta. Budapesti Kórus, vezényel Kerecsényi László  YouTube (1965. március 28.)  (Hozzáférés: 2017. október 21.) (audió)